# 裂痕

廣州默片《裂痕》在新加坡公映的廣告

裂痕（Argument）是廣州著名粵劇乾班男花旦謝醒儂在1932年與天津導演姜白谷、廣州越秀山永漢南路的南關戲院之經理薛兆榮、粵劇名宿白玉堂、撰曲家麥嘯霞等人，在廣州西關開設『華藝影片公司（Chinese Artistic Film Company）』，謝醒儂為 經理，拍攝的第一齣黑白默片。謝醒儂在粵劇舞臺上都是反串成婀娜多姿的女妝，風騷入骨，雌雄難辨，這齣電影是他的銀幕處男作，亦是他首次以自己本身的美少年形象展現給觀眾。四角戀愛的社會問題故事在21世紀的今天看來都屬前衛之作品。

## 公映日期
1. 1933年10月4日（星期三），廣州，永漢戲院、新國民戲院；
2. 1933年10月21日（星期六），香港，太平戲院[1]。
3. 1934年7月14日（星期六）晚上7時30分，新加坡，小坡大馬路（North Bridge Road）340號，中國有聲大戲院（Tivoli Theatre）。

## 演員
謝醒儂（飾演富家子余維我）、馮潔貞（飾演富家女梅雅麗）、羅文煥（飾演拆白黨馬俊三）、倩影儂（飾演交際花鄭碧珠）、子喉七（飾演黃包車顧客）、王醒伯、林坤山（飾演西餐廳經理）、葉弗弱、陳天縱、歐陽儉（飾演鄭碧珠私下包養的小白臉）。

## 電影本事
廣州市富家子弟余維我（謝醒儂飾演）與梅雅麗（馮潔貞飾演）被父母安排盲婚結合，兩人在洞房夜雙雙持財物離家出走，余維我與交際花鄭碧珠（倩影儂飾演）同居；梅雅麗則與拆白黨男妓馬俊三（羅文煥飾演）搭上。半年後，余維我的錢財耗盡，唯有到餐廳當侍應，無意撞見鄭碧珠勾搭其他男人，更因此被解僱，改拉黃包車維生，生活苦不堪言；那邊廂，梅雅麗亦因錢銀散盡而當女工，拆白黨馬俊三更乘她生產時走佬遠去，最後初生嬰兒夭折，更因欠租被房東驅逐，走投無路投珠江自盡，剛考被拉車路過的霧水丈夫余維我發現救起，兩人同病相憐，惺惺相識後願意結為真正夫妻，迎接美好的明天。

## 其它姊妹作品
- 廣州
  - 默片《前進》，王元龍主演；
- 香港分廠：
  - 1934年公映默片《洞房雙屍案》，石友于、林妹妹、馮潔貞主演；
  - 1934年公映默片《苦海》，石友于、林妹妹、梁白非主演。
  - 1934年公映默片《婚後的問題》，石鐘山、馮潔貞、石友于主演。